# Leistungsdiagnostik
Die  Leistungsdiagnostik im Sportbereich umfasst Untersuchungs- und Testverfahren, die Auskunft über den aktuellen Gesundheitszustand, die Belastbarkeit und den Leistungsstand eines Sportlers geben.  Sie liefert einerseits Ausgangsdaten für  eine persönlichkeitsgerechte Trainingsgestaltung und ermöglicht andererseits als trainingsbegleitende Maßnahme eine optimale Kontrolle und Steuerung des Trainingsverlaufs. Sie hat damit eine wesentliche Funktion für den Zuschnitt der individuellen Trainingsplanung.

## Anwendungsfelder
Für angehende Sportstudierende schreiben fast alle ausbildenden Institutionen  zur Zulassung zum Sportstudium das Bestehen eines Eignungstests und ärztliche Untersuchungen vor, die Gesundheitsgefahren minimieren und einen erfolgreichen Studienabschluss gewährleisten sollen.
Auch Kindern und Jugendlichen, die sich einem Verein bzw. einer speziellen Trainingsgruppe anschließen wollen, wird aus gesundheitlichen Gründen eine vorausgehende Leistungsdiagnostik empfohlen. Im Schulsport kann das Entdecken spezieller Schwächen Auslöser und Anlass für eingehendere Spezialtests sein, um Schäden vorzubeugen und eine sinnvolle Beteiligung am Sportunterricht überwachen zu können. Vor der Entscheidung für eine körperlich anspruchsvolle Individualsportart wie das Bergsteigen, Felsklettern oder Gleitschirmfliegen ist eine vorausgehende Leistungsdiagnostik der Initiative und dem Verantwortungsbewusstsein des Einzelnen überlassen.

## Leistungsdiagnostik im Ausdauerbereich

### Grundlagen der Testverfahren
Eine Leistungsdiagnostik umfasst einen Teil der gesundheitsrelevanten Daten, wie z. B. EKG und Belastungs-EKG, Blutdruckverhalten in Ruhe, Belastung und Erholung und Lungenfunktionsdiagnostik. Daneben ermittelt eine Leistungsdiagnostik Werte, nach denen Empfehlungen für das Training erarbeitet werden können. Dies kann durch Angabe von Herzfrequenzbereichen oder Leistungs- beziehungsweise Geschwindigkeitsbereichen für die einzelnen Trainingsbereiche/-methoden erfolgen. Im Leistungssport erfolgt die Angabe der Trainingsbereiche in der Regel als Leistungsbereich (z. B. „GA: 140–170 Watt“) oder als Geschwindigkeitsbereich.
In Ruhe werden sowohl Fette als auch Kohlenhydrate (Blut-Glucose beziehungsweise Glykogen) verstoffwechselt. Glykogen ist eine Speicherform von Zucker. Bei zunehmender Belastung nimmt der Glykogenverbrauch zu, wobei als Zwischenprodukt Milchsäure beziehungsweise Pyruvat entsteht. Der Produktion von Milchsäure steht ihr Abbau durch Oxidation und Gluconeogenese gegenüber, wodurch sich ein Fließgleichgewicht einstellt. Wird das Maximum der Dauerleistungsfähigkeit erreicht, bricht dieses Gleichgewicht zusammen, Milchsäure reichert sich dann schnell im Blut an.
Es findet zur Energiegewinnung immer ein Mischstoffwechsel aus dem glykolytischen (Abbau von Glucose zu Lactat) und dem oxidativen System (Abbau von Fettsäuren, Proteinen und Lactat beziehungsweise Pyruvat im Citronensäurezyklus, Endoxidation) statt. Im Rahmen einer Leistungsdiagnostik ist es ratsam, die Atemgase und das Lactat parallel zu bestimmen (Spiroergometrie). Damit lassen sich genaue Rückschlüsse auf die Sauerstoffaufnahme an der Dauerleistungsgrenze ziehen und die maximale Sauerstoffaufnahme ermitteln und bewerten. Ebenfalls lassen sich Aussagen über das Fettstoffwechsel- und aerobe Kohlenhydratstoffwechselverhalten treffen. Die zusätzliche Messung des Lactats gibt dann Aufschluss darüber, bei welcher Belastungsintensität die Belastungsschwelle erreicht wird und der Körper mehr Lactat bildet als er verbrauchen kann. Anhand der Milchsäurekonzentration im Blut wird also die individuelle anaerobe Schwelle ermittelt.
Ermittelt werden die Werte an sportartspezifischen Ergometern, da Leistung und Trainingsbereiche nur sinnvoll bestimmt werden können, wenn die jeweils trainierten Muskelgruppen im Test auch eingesetzt werden können. Für Läufer und Laufsportarten muss also ein Laufband, für Radfahrer ein Fahrradergometer eingesetzt werden. Für andere Sportarten gibt es spezielle Ergometer, z. B. für Schwimmer und Ruderer.
Leistungsdiagnostik ist nicht nur für ambitionierte (Hoch-)Leistungssportler geeignet. Gerade auch für Patienten mit manifesten Vorerkrankungen (z. B. Diabetes mellitus, Arterielle Hypertonie), für die eine bewegungstherapeutische Betreuung anzuraten ist, ist eine genaue Leistungsanalyse sinnvoll. Hier ist ein Lactattest, besser noch eine Spiroergometrie (auch Ergospirometrie) anzuraten.
Die Bestimmung der individuellen anaeroben Schwelle ist nicht nur durch Lactatmessung, sondern auch durch andere Verfahren (Conconi-Test, Senkentest usw., siehe unten) möglich.

### Testverfahren

#### Unterscheidung nach Sportart
Fahrradergometrie
Die Leistung wird in Watt angegeben.
Mit Hilfe der Fahrradergometrie werden auch allgemeine Tests zur anaeroben Ausdauer durchgeführt wie beispielsweise der Wingate-Test oder der Katch-Test, bei denen über 30–40 Sekunden maximal schnell gegen einen größeren Widerstand gearbeitet werden muss.
Laufbandergometrie
Beim Laufen wird der gesamte Körper unterschiedlichen Gewichts bewegt, weshalb die Leistung allein mit der Geschwindigkeit nicht ausreichend beschrieben ist. Als Hilfsgröße zur Abschätzung der körperlichen Leistung wird ein sogenanntes metabolisches Äquivalent des Einsatzes (englisch metabolic equivalent of task), abgekürzt MET, berechnet, wobei der Arbeitsumsatz beim Laufen zum Ruheumsatz beim Sitzen ins Verhältnis gesetzt und der energiebereitstellende Stoffwechselumsatz beispielsweise anhand des jeweiligen Sauerstoffverbrauchs (ml O2/min) geschätzt wird. Hierbei kann für den Ruheumsatz erwachsener Personen unter Berücksichtigung des Körpergewichts ein Verbrauch von 3,5 Milliliter Sauerstoff in der Minute pro Kilogramm Körpergewicht (ml O2·min−1·kg−1) angesetzt werden (MET = 1); ein vierfach höherer Sauerstoffverbrauch beim Laufen entspricht dann 4 MET. Die unter maximaler Leistung erreichte MET-Zahl liegt gemittelt für gesunde Personen mittleren Alters bei 10–11 (weiblich) beziehungsweise 12 (männlich). Trainierte Weltklasseathleten haben oft doppelt so hohe Werte.

#### Unterscheidung nach Testverfahren
Lactatleistungstest
Anhand der gemessenen Lactatkonzentration im Blut kann der Bereich abgeschätzt werden, in dem sich die individuelle anaerobe Schwelle befindet.
Der Lactatleistungstest wird als Stufentest durchgeführt. Es werden Stufen definiert (Leistungsstufen in zeitlicher Abstufung, z. B. Steigerung um 30 Watt alle 4 Minuten), nach deren Absolvierung jeweils der Lactatwert im peripheren Kapillarblut festgestellt wird. Durch die graphische Darstellung dieser Lactatwerte können wichtige Kenngrößen des Stoffwechsels bestimmt werden, insbesondere die anaerobe Schwelle, das Gleichgewicht aus Lactatabbau und Lactatfreisetzung. Durchgeführt werden diese Tests durch Sportwissenschaftler, Sportmediziner und z. T. auch in Fitnessstudios.
Zur Einhaltung eines hohen Standards dieser Untersuchung wurde in Deutschland eine Zertifizierung durch die Deutsche Gesellschaft für Sportmedizin und Prävention (Deutscher Sportärztebund) e. V. eingeführt. Dadurch ist garantiert, dass es sich um qualifizierte Sportärzte handelt, und die Auswertung der erhaltenen Lactatkurven nicht nur durch Computerprogramme, sondern auch mit dem nötigen Hintergrundwissen erfolgt.
Die Testdurchführung der Lactatleistungsdiagnostik wird gewöhnlich unter Laborbedingungen durchgeführt, auf einem Laufband, Fahrradergometer, Ruderergometer oder anderen sportartspezifischen Ergometern.
Sinnvoll ist die Lactatleistungsdiagnostik im Hochleistungssport und im wettkampfmäßig betriebenen Ausdauersport. Hier sind vor allem Sportarten wie das Laufen (Halbmarathon, Marathon), Triathlon oder Langlauf zu nennen. Die Zweckmäßigkeit einer Lactatbestimmung ist heute grundsätzlich zu hinterfragen, vor allem im Breiten- und Gesundheitssport und mit dem „starren“ 2- und 4 mmol/l Schwellenkonzept.
Conconitest
Auch der Conconi-Test wird im Stufenverfahren durchgeführt. Dem liegt ein besonderes Testprotokoll zugrunde, das auf eine kontinuierliche Verkürzung der zeitlichen Länge der Stufen hinausläuft. Die anaerobe Schwelle wird an einem Knick in der Herzfrequenz/Leistungskurve nach unten deutlich.

### Kritik an der physiologischen Begründung der Lactatleistungsdiagnostik
→ Siehe Anaerobe Schwelle

## Leistungsdiagnostik im Kraftbereich
- Kraftmessplatten
- Isokinetische Muskelkraft Messung
- Beschleunigungssensoren
- Weg/Zeit Messer
- Dynamometer

## Leistungsdiagnostik im Bereich Bewegungskoordination
Die großmotorische Bewegungskoordination gilt als die grundlegende psychophysische Eigenschaft, um erfolgreich Sport aller Art erlernen und ausüben zu können. Sie steuert das Zusammenspiel der anderen Bewegungskomponenten. Ihr kommt entsprechend bei der Leistungsdiagnose und Leistungsprognose eine besondere Bedeutung zu. Sie darf bei keiner sinnvollen Leistungsanalyse fehlen.
Aus der großen Zahl – meist sportartspezifischer – Tests erfüllen jedoch nur wenige die Ansprüche an ein wissenschaftliches Verfahren und sind entsprechend objektiv aussagekräftig. Zu den ausgereiften und viel eingesetzten Prüfverfahren zur Erfassung der Bewegungskoordination gehören vor allem der Körperkoordinationstest für Kinder (KTK) von Ernst J. Kiphard und Friedhelm Schilling und der Wiener Koordinationsparcours (WKP) von Siegbert A. Warwitz. Auch der Motoriktest für vier- bis sechsjährige Kinder (MOT 4–6) von Renate Zimmer und Meinhart Volkamer hat bei der Früherkennung von Defiziten im Schuleingangsalter eine gewisse Bedeutung erlangt:
Der „Körperkoordinationstest für Kinder“  (KTK) erfasst das Bewegungsrepertoire der Altersstufen zwischen 5 und 14 Jahren. Er ist besonders geeignet, psychomotorische Störungen und Bewegungsauffälligkeiten in diesem Altersbereich zu diagnostizieren. Seine Bedeutung liegt daher vor allem in der Feststellung eines speziellen Förderbedarfs.
Der „Wiener Koordinationsparcours“ (WKP) erfasst das Leistungsspektrum von Kindern und Jugendlichen zwischen 11 und 21 Jahren sowie der speziellen Population weiblicher und männlicher Sportstudenten. Zur Auswertung und Interpretation der Testergebnisse wurden Normentafeln erarbeitet, die populationsgerechte objektive Vergleiche ermöglichen. Der WKP findet vorrangig bei Eignungsprüfungen für das Sportstudium an Wissenschaftlichen Hochschulen, für den Zugang zu Sportgymnasien sowie bei der Bewerbung zum höheren Militär- und Polizeidienst Verwendung.
Mit den Ballspielfertigkeitstests lassen sich die sportartspezifischen Techniken gut abprüfen. Das Besondere bei den Ballspielen, der überraschende Pass oder Spielzug, entzieht sich jedoch trotz der hohen Validität der Tests einer angemessenen Leistungsdiagnostik, die damit nicht reliabel ist. Zudem fehlen den Tests vergleichsrelevante Normentafeln.

## Molekulare Leistungsdiagnostik
Die molekulare Leistungsdiagnostik befasst sich mit der Identifizierung genetisch determinierter Parameter sportlicher Leistungsfähigkeit. Zu den Voraussetzungen zählen gründliche Studien der Beeinflussung und Regulation von zellulären Signalwegen durch exogene und endogene Einflüsse. Erst auf dieser Grundlage sind Vorhersagen zum Spektrum sportlicher Leistung möglich.